# Episodi di CHiPs (quinta stagione)
La quinta stagione della serie televisiva CHiPs, composta da 27 episodi, è stata trasmessa dal canale televisivo NBC dal 4 ottobre 1981 al 23 maggio 1982.
In alcune delle prime puntate Ponch viene spesso sostituito da Steve McLeish (Bruce Jenner) perché Erik Estrada doveva rinnovare il contratto con la MGM Television.
A metà della stagione Larry Wilcox comincia ad avere la tentazione di andarsene.
| Nº | Titolo originale               | Titolo italiano               | Prima TV         | Prima TV Italia |
| -- | ------------------------------ | ----------------------------- | ---------------- | --------------- |
| 1  | Suicide Stunt                  | Professione suicida           | 4 ottobre 1981   |                 |
| 2  | Vagabonds                      | I vagabondi                   | 11 ottobre 1981  |                 |
| 3  | Moonlight                      | Chiaro di luna                | 18 ottobre 1981  |                 |
| 4  | The Killer Indy                | Gara mortale                  | 25 ottobre 1981  |                 |
| 5  | Weed Wars                      | La guerra dell'erba           | 31 ottobre 1981  |                 |
| 6  | Anything But the Truth         | Nient'altro che la verità     | 8 novembre 1981  |                 |
| 7  | Bomb Run                       | Le bombe fumogene             | 15 novembre 1981 |                 |
| 8  | Diamond in the Rough           | Una manciata di diamanti      | 22 novembre 1981 |                 |
| 9  | Finders Keepers                | I ricercati                   | 29 novembre 1981 |                 |
| 10 | Fast Money                     | Denaro facile                 | 5 dicembre 1981  |                 |
| 11 | Concours d'Elegance            | Concorso di eleganza          | 13 dicembre 1981 |                 |
| 12 | Mitchell & Woods               | Melanie e Paula               | 18 dicembre 1981 |                 |
| 13 | Breaking Point                 | Punto di rottura              | 3 gennaio 1982   |                 |
| 14 | Tiger in the Streets           | La tigre in libertà           | 10 gennaio 1982  |                 |
| 15 | Bright Flashes                 | I bagliori                    | 17 gennaio 1982  |                 |
| 16 | Battle of the Bands            | La gara dei complessi         | 31 gennaio 1982  |                 |
| 17 | Alarmed                        | Un antifurto sicuro           | 14 febbraio 1982 |                 |
| 18 | In the Best of Families        | Anche nelle migliori famiglie | 21 febbraio 1982 |                 |
| 19 | Silent Partner                 | Una bella amicizia            | 28 febbraio 1982 |                 |
| 20 | Flare Up                       | L'incendio                    | 7 marzo 1982     |                 |
| 21 | The Game of War                | Esercitazione tattica         | 14 marzo 1982    |                 |
| 22 | A Threat of War                | Minaccia di guerra            | 21 marzo 1982    |                 |
| 23 | Trained for Trouble            | Abituato... ai guai           | 4 aprile 1982    |                 |
| 24 | Ice Cream Man                  | Venditore di gelati           | 18 aprile 1982   |                 |
| 25 | Overload                       | Sovraccarico                  | 2 maggio 1982    |                 |
| 26 | K-9-1                          | K-9-1                         | 9 maggio 1982    |                 |
| 27 | Force Seven - The Deadly Arrow | Forza Sette                   | 23 maggio 1982   |                 |

## Professione suicida
- Titolo originale: Suicide Stunt
- Diretto da: Michael Caffey
- Scritto da: Frank Telford

### Trama
Jon e Ponch organizzano un appostamento per catturare dei ladri.

## I vagabondi
- Titolo originale: Vagabonds
- Diretto da: Bruce Kessler
- Scritto da: William Douglas Lansford

### Trama
Ponch e Jon inseguono una famiglia in un camper che sta causando diversi incidenti per prendersi successivamente dei soldi dall'assicurazione.

## Chiaro di luna
- Titolo originale: Moonlight
- Diretto da: Earl Bellamy
- Scritto da: Rudy Dochtermann

### Trama
Jon e Ponch indagano su alcune denunce riguardanti lo scarico di rifiuti tossici. Nel frattempo gli altri agenti cercano di convincere Getraer a partecipare ad una festa che organizzeranno da lì a poco per celebrare il quarto anno di Jon e Ponch come coppia.

## Gara mortale
- Titolo originale: The Killer Indy
- Diretto da: Leslie H. Martinso
- Scritto da: Milt Rosen

### Trama
Il CHP è alla ricerca di una gang di motociclisti che sfrecciano a velocità folle per le strade, ritenuti responsabili anche di un incidente.

## La guerra dell'erba
- Titolo originale: Weed Wars
- Diretto da: Earl Bellamy
- Scritto da: Rudolph Borchert

### Trama
Un giovane ragazzo è testimone di un incidente stradale in una strada da montagna causato da una faida tra coltivatori di marijuana. Jon e Ponch indagano.

## Nient'altro che la verità
- Titolo originale: Anything But the Truth
- Diretto da: Dick Nelson
- Scritto da: Dick Nelson

### Trama
Jon e Steve cercano di rintracciare un uomo che sta terrorizzando delle conducenti di sesso femminile, unica testimone la fidanzata di Jon, bugiarda patologica.

## Le bombe fumogene
- Titolo originale: Bomb Run
- Diretto da: Phil Bondelli
- Scritto da: Rick Mittleman

### Trama
Mentre il CHP si prepara per uno spettacolo di volo, Baricza incontra la sua ex fidanzata, Terri. Questo porterà diversi guai.

## Una manciata di diamanti
- Titolo originale: Diamond in the Rough
- Diretto da: Leslie H. Martinson
- Scritto da: Steve Greenberg, Aubrey Solomon

### Trama
Un amico del figlio di Getraer è coinvolto in un incidente. Una banda di criminali progetta un furto in banca.

## I ricercati
- Titolo originale: Finders Keepers
- Diretto da: John Peyser
- Scritto da: Robert Biheller e W. Dal Jenkins

### Trama
Jon si innamora di una cantante country e western.

## Denaro facile
- Titolo originale: Fast Money
- Diretto da: Leslie H. Martinson
- Scritto da: Larry Alexander

### Trama
Ponch deve trovarsi momentaneamente un nuovo appartamento, mentre Jon comincia a frequentare una vicina di Poncherello.

## Concorso di eleganza
- Titolo originale: Concours d'Elegance
- Diretto da: John Patterson
- Scritto da: Frank Telford

### Trama
Ponch e Jon indagano su un uomo che sta letteralmente fregando delle case all'asta della sua famiglia.

## Melanie e Paula
- Titolo originale: Mitchell & Woods
- Diretto da: Bernard L. Kowalski
- Scritto da: Rick Edelstein

### Trama
Le agenti Mitchell e Woods si trovano sulle tracce di un sospettato di omicidio. Questo episodio è il primo tentativo, fallito, di creare una serie spin-off.

## Punto di rottura
- Titolo originale: Breaking Point
- Diretto da: Leslie H. Martinson
- Scritto da: Vander Cecil

### Trama
Ponch sta passando un brutto periodo, e Getraer gli consiglia di prendersi qualche giorno di pausa. Intanto la sorella di Poncherello è in città, e i due stanno pensando di cominciare una nuova vita.

## La tigre in libertà
- Titolo originale: Tiger in the Streets
- Diretto da: Charles Bail
- Scritto da: Stephen Lord

### Trama
Jon e Ponch devono arrestare un meccanico in cerca di vendetta; inoltre una tigre scappa da uno zoo in cattivo stato. Il dipendente del giardino zoologico inizialmente non dice niente alla polizia. Ad aiutare i due agenti a recuperare l'animale c'è una collega molto affascinante.

## I bagliori
- Titolo originale: Bright Flashes
- Diretto da: Leslie H. Martinson
- Scritto da: James Doherty

### Trama
Un duo criminale dotato di un potente laser provoca il caos in città, accecando i testimoni mentre compiono le rapine. L'eroe d'infanzia di Jon ha perso la retta via, e l'agente cerca di aiutarlo a rimettersi in pista.

## La gara dei complessi
- Titolo originale: Battle of the Bands
- Diretto da: Barry Crane
- Scritto da: Larry Mollin

### Trama
Ponch ha intenzione di diventare un cantante, esibendo le sue doti canore. Un gruppo punk sfoga la sua violenza nello stesso locale dove canta Ponch.

## Un antifurto sicuro
- Titolo originale: Alarmed
- Diretto da: Phil Bondelli
- Scritto da: Rudolph Borchert

### Trama
Bonnie è preoccupata del fatto che un suo vecchio conoscente dell'accademia sta rubando delle auto.

## Anche nelle migliori famiglie
- Titolo originale: In the Best of Families
- Diretto da: John Florea
- Scritto da: Rick Mittleman

### Trama
Jon e Ponch cercano di catturare una famiglia di ladri che tentano più volte di rubare un incrociatore del CHP; questo in realtà è un modo per distogliere gli agenti dal vero scopo dei ladri: assaltare un portavalori.

## Una bella amicizia
- Titolo originale: Silent Partner
- Diretto da: Gordon Hessler
- Scritto da: Bruce Shelly

### Trama
Dei ladri d'auto stanno scappando e feriscono Grossman. Jon e Ponch scambiano un uomo con un difetto d'udito e di pronuncia per un conducente ubriaco.

## L'incendio
- Titolo originale: Flare Up
- Diretto da: John Florea
- Scritto da: Larry Mollin

### Trama
Jon è ricoverato in ospedale per la respirazione di gas di cloro. Ponch è falsamente accusato di aggressione.

## Esercitazione tattica
- Titolo originale: The Game of War
- Diretto da: Gordon Hessler
- Scritto da: John Huff, L. Ford Neale e Marshall Ragir

### Trama
Jon e Ponch hanno che fare con un gruppo di soldati i cui "giochi" di guerra sono sfuggiti di mano.

## Minaccia di guerra
- Titolo originale: A Threat of War
- Diretto da: Leslie H. Martinson
- Scritto da: Doug Heyes Jr.

### Trama
Andy Macedon è tornato. Egli sfida Ponch ad un incontro di karate presso il centro giovanile.

## Abituato... ai guai
- Titolo originale: Trained for Trouble
- Diretto da: Barry Crane
- Scritto da: Larry Alexander

### Trama
Degli animali vengono addestrati per rapinare le banche. Nel frattempo, Ponch viene scambiato per uno spogliarellista dei "Chippendales".

## Venditore di gelati
- Titolo originale: Ice Cream Man
- Diretto da: Leslie H. Martinson
- Scritto da: William Douglas Lansford

### Trama
Un ex sergente CHP uscito da poco dalla prigione dove era stato rinchiuso grazie all'aiuto di una banda, ora fa il gelataio, e vuole dare la caccia agli uomini che l'hanno messo in galera. Vuole inoltre restaurare il suo rapporto con l'ex-moglie e il figlio, che pensa che il padre sia morto.

## Sovraccarico
- Titolo originale: Overload
- Diretto da: Robert Pine
- Scritto da: Bob Mitchell e Esther Mitchell

### Trama
Jon e Ponch devono recuperare dei computer rubati.

## K-9-1
- Titolo originale: K-9-1
- Diretto da: Leslie H. Martinson
- Scritto da: Stephen Lord

### Trama
Ponch e Jon collaborano con la polizia anti-droga aiutati con dei cani addestrati a fiutare bombe e droghe.

## Forza Sette
- Titolo originale: Force Seven
- Diretto da: Lee H. Katzin
- Scritto da: Stephen Downing

### Trama
Un'unità LAPD segreta è dedicata alla preservazione della vita umana con le arti marziali.
- Nota: Questo episodio è il secondo tentativo fallito di creare una serie spin-off.[senza fonte]